# Zaskawie (Wadowice)
Zaskawie – część miasta Wadowice w Polsce położona w województwie małopolskim, w powiecie wadowickim. Leży we wschodniej części miasta, za Skawą.
Podczas II wojny światowej Zaskawie utworzyły odrębną wieś w związku z przeprowadzeniem na Skawie granicy między III Rzeszą (do której wcielono główną część Wadowic) a Generalnym Gubernatorstwem, w skład którego weszło Zaskawie (vide gmina Klecza). 